# Grézieu-le-Marché
Grézieu-le-Marché é uma comuna francesa na região administrativa de Auvérnia-Ródano-Alpes, no departamento de Ródano. Estende-se por uma área de 11,49 km². Em 2010 a comuna tinha 838 habitantes (densidade: 72,9 hab./km²).